# Finale mondiale de l'athlétisme 2009
Navigation
Édition précédente
La Finale mondiale de l'athlétisme 2009 s'est déroulée les 12 et 13 septembre 2009 au Stade Kaftantzoglio de Thessalonique en Grèce. Trente-six épreuves figurent au programme (18 masculines et 18 féminines).

## Participants
Les athlètes doivent faire partie des 8 ou 9 premiers dans le classement mondial de l'IAAF (World Ranking IAAF) pour les courses de sprint et pour les différents concours ou appartenir aux 12 ou 13 premiers pour les 1 500, 3 000, 5 000, 10 000 mètres comme pour le 3 000 mètres steeple.

## Résultats

### Hommes
| Épreuves | Or                                       | Argent                                  | Bronze                                |
| --- | ---------------------------------------- | --------------------------------------- | ------------------------------------- |
| 100 m | Tyson Gay (USA) 9 s 88                   | Asafa Powell (JAM) 9 s 90               | Darvis Patton (USA) 10 s 00           |
| 200 m | Usain Bolt (JAM) 19 s 68 (CR)            | Wallace Spearmon (USA) 20 s 21          | Brendan Christian (ATG) 20 s 65       |
| 400 m | LaShawn Merritt (USA) 44 s 93            | Chris Brown (BAH) 45 s 49               | David Neville (USA) 45 s 60           |
| 800 m | David Rudisha (KEN) 1 min 44 s 85 (CR)   | Gary Reed (CAN) 1 min 45 s 23           | Mbulaeni Mulaudzi (RSA) 1 min 45 s 53 |
| 1500 m | William Biwott Tanui (KEN) 3 min 35 s 04 | Leonel Manzano (USA) 3 min 35 s 40      | Augustine Choge (KEN) 3 min 35 s 46   |
| 3000 m | Kenenisa Bekele (ETH) 8 min 03 s 79      | Bernard Lagat (USA) 8 min 04 s 00       | Sammy Alex Mutahi (KEN) 8 min 04 s 64 |
| 5000 m | Imane Merga (ETH) 13 min 29 s 75         | Micah Kogo (KEN) 13 min 29 s 76         | Edwin Soi (KEN) 13 min 29 s 76        |
| 3000 m steeple | Ezekiel Kemboi (KEN) 8 min 04 s 38       | Paul Kipsiele Koech (KEN) 8 min 05 s 47 | Bouabdellah Tahri (FRA) 8 min 09 s 14 |
| 110 m haies | Ryan Brathwaite (BAR) 13 s 16            | Dexter Faulk (USA) 13 s 26              | Dwight Thomas (JAM) 13 s 29           |
| 400 m haies | Kerron Clement (USA) 48 s 11             | L.J. van Zyl (RSA) 48 s 74              | Periklís Iakovákis (GRE) 48 s 90      |
| Saut en hauteur | Yaroslav Rybakov (RUS) 2,34 m            | Jaroslav Bába (CZE) 2,32 m              | Jesse Williams (USA) 2,29 m           |
| Saut à la perche | Maksym Mazuryk (UKR) 5,70 m              | Derek Miles (USA) 5,60 m                | Damiel Dossevi (FRA) 5,60 m           |
| Saut en longueur | Fabrice Lapierre (AUS) 8,33 m            | Dwight Phillips (USA) 8,24 m            | Godfrey Mokoena (RSA) 8,17 m          |
| Triple saut | Arnie David Girat (CUB) 17,45 m          | Leevan Sands (BAH) 17,19 m              | Momchil Karailiev (BUL) 17,18 m       |
| Poids | Christian Cantwell (USA) 22,07 m (CR)    | Tomasz Majewski (POL) 21,21 m           | Pavel Sofin (RUS) 20,82 m (PB)        |
| Disque | Virgilijus Alekna (LTU) 67,63 m          | Robert Harting (GER) 66,37 m            | Piotr Malachowski (POL) 65,60 m       |
| Marteau | Primož Kozmus (SVN) 79,80 m              | Igors Sokolovs (LAT) 79,32 m            | Krisztián Pars (HUN) 77,49 m          |
| Javelot | Andreas Thorkildsen (NOR) 87,75 m        | Tero Pitkämäki (FIN) 84,09 m            | Mark Frank (GER) 82,46 m              |
| Records et Performances - AR : Record continental (area record) - CR : Record des championnats (championship record) - MR : Record du meeting (meet record) - NR : Record national (national record) - OR : Record olympique (olympic record) - PR : Record paralympique (paralympic record) - PB : Record personnel (personal best) - SB : Meilleure performance personnelle de la saison (season's best) - WL : Meilleure performance mondiale de l'année (world leader) - WJR : Record du monde junior (world junior record) - WR : Record du monde (world record) Circonstances et Conditions - DNF : N'a pas terminé (did not finish) - DNS : N'a pas pris le départ (did not start) - DQ : Disqualification (disqualification) - NM : Aucun essai valable enregistré (No Mark) - Q : Qualifié « directement » au prochain tour (ou à la prochaine compétition), lors d'une compétition majeure, grâce au classement ou à la réalisation des minima (automatic qualifier) - q : Qualifié au prochain tour (ou à la prochaine compétition), lors d'une compétition majeure, grâce au repêchage ou à la réalisation de l'une des meilleures performances parmi celles des « non qualifiés directement » (grâce au meilleur temps ou à la meilleure distance par exemple) (secondary qualifier) |                                          |                                         |                                       |

### Femmes
| Épreuves | Or                                     | Argent                                        | Bronze                                    |
| --- | -------------------------------------- | --------------------------------------------- | ----------------------------------------- |
| 100 m | Carmelita Jeter (USA) 10 s 67 (CR)     | Shelly-Ann Fraser (JAM) 10 s 89               | Kerron Stewart (JAM) 10 s 90              |
| 200 m | Allyson Felix (USA) 22 s 29            | Sanya Richards (USA) 22 s 29 (SB)             | Kerron Stewart (JAM) 22 s 42 (SB)         |
| 400 m | Sanya Richards (USA) 49 s 95           | Novlene Williams-Mills (JAM) 50 s 34          | Shericka Williams (JAM) 50 s 49           |
| 800 m | Anna Willard (USA) 2 min 00 s 20       | Maggie Vessey (USA) 2 min 00 s 31             | Jennifer Meadows (GBR) 2 min 00 s 41      |
| 1500 m | Nancy Lagat (KEN) 4 min 13 s 63        | Hannah England (GBR) 4 min 14 s 05            | Christin Wurth-Thomas (USA) 4 min 14 s 10 |
| 3000 m | Meseret Defar (ETH) 8 min 30 s 15 (WL) | Vivian Cheruiyot (KEN) 8 min 30 s 61 (SB)     | Wude Ayalew (ETH) 8 min 30 s 93 (PB)      |
| 5000 m | Meseret Defar (ETH) 15 min 25 s 31     | Tirunesh Dibaba (ETH) 15 min 25 s 92          | Vivian Cheruiyot (KEN) 15 min 26 s 21     |
| 3000 m steeple | Ruth Bosibori (KEN) 9 min 13 s 43 (CR) | Milcah Chemos Cheywa (KEN) 9 min 20 s 19      | Gladys Kipkemoi (KEN) 9 min 21 s 18       |
| 100 m haies | Brigitte Foster-Hylton (JAM) 12 s 58   | Dawn Harper (USA) 12 s 61                     | Delloreen Ennis-London (JAM) 12 s 61      |
| 400 m haies | Melaine Walker (JAM) 53 s 36 (CR)      | Kaliese Spencer (JAM) 53 s 99                 | Josanne Lucas (TRI) 54 s 31               |
| Saut en hauteur | Blanka Vlašić (CRO) 2,04 m (CR)        | Anna Chicherova (RUS) 2,00 m                  | Antonietta Di Martino (ITA) 1,97 m        |
| Saut à la perche | Yelena Isinbayeva (RUS) 4,80 m         | Fabiana Murer (BRA) Monika Pyrek (POL) 4,60 m |                                           |
| Saut en longueur | Brittney Reese (USA) 7,08 m (CR)       | Elena Sokolova (RUS) 6,81 m                   | Olga Kucherenko (RUS) 6,61 m              |
| Triple saut | Mabel Gay (CUB) 14,62 m                | Biljana Topic (SRB) 14,56 m (NR)              | Yamilé Aldama (SUD) 14,39 m               |
| Poids | Valerie Vili (NZL) 21,07 m (CR)        | Natallia Mikhnevich (BLR) 19,27 m             | Michelle Carter (USA) 18,66 m             |
| Disque | Yarelis Barrios (CUB) 65,86 m (CR)     | Zaneta Glanc (POL) 63,36 m                    | Mélina Robert-Michon (FRA) 61,74 m        |
| Marteau | Betty Heidler (GER) 70,68 m            | Clarissa Claretti (ITA) 70,56 m               | Martina Hrasnová (SVK) 70,45 m            |
| Javelot | Maria Abakumova (RUS) 64,60 m          | Barbora Špotáková (CZE) 63,45 m               | Steffi Nerius (GER) 62,59 m               |
| Records et Performances - AR : Record continental (area record) - CR : Record des championnats (championship record) - MR : Record du meeting (meet record) - NR : Record national (national record) - OR : Record olympique (olympic record) - PR : Record paralympique (paralympic record) - PB : Record personnel (personal best) - SB : Meilleure performance personnelle de la saison (season's best) - WL : Meilleure performance mondiale de l'année (world leader) - WJR : Record du monde junior (world junior record) - WR : Record du monde (world record) Circonstances et Conditions - DNF : N'a pas terminé (did not finish) - DNS : N'a pas pris le départ (did not start) - DQ : Disqualification (disqualification) - NM : Aucun essai valable enregistré (No Mark) - Q : Qualifié « directement » au prochain tour (ou à la prochaine compétition), lors d'une compétition majeure, grâce au classement ou à la réalisation des minima (automatic qualifier) - q : Qualifié au prochain tour (ou à la prochaine compétition), lors d'une compétition majeure, grâce au repêchage ou à la réalisation de l'une des meilleures performances parmi celles des « non qualifiés directement » (grâce au meilleur temps ou à la meilleure distance par exemple) (secondary qualifier) |                                        |                                               |                                           |